# Singapore Press Holdings
Singapore Press Holdings Limited (chiń. 新加坡报业控股) – przedsiębiorstwo mediowe funkcjonujące w Singapurze. Jest największym w kraju wydawcą gazet i innych publikacji
Przedsiębiorstwo powstało w 1984 roku w wyniku połączenia trzech organizacji: The Straits Times Press, Singapore News and Publications, Times Publishing.